# 三臭化リン
三臭化リン（さんしゅうかリン）はリンと臭素から成り化学式 PBr3 で表される無機化合物である。実験室レベルの有機合成においてアルコールを臭化アルキルへ変換するために汎用される。

## 化学的性質
三塩化リンや三フッ化リンと同じように、ルイス酸とルイス塩基の両方の性質を併せ持つ。例としては、ルイス塩基として三臭化ホウ素と1:1の安定な錯体(Br3B-PBr3)を形成するというものがある。それと同時に求電子試薬として、あるいはルイス酸としてアミンを始めとする様々な化合物と反応する。
最も重要な反応の一つは、アルコールのヒドロキシ基 (−OH) を臭素が置換し、臭化アルキルを生成させるというものである。三臭化リンの3つの臭素原子は全て置換可能である。
{\displaystyle {\ce {PBr3\ + 3R-OH -> 3R-Br\ + HP(O)(OH)2}}}
アルコールの酸素原子が求電子的なリン原子により活性化されると同時に臭素原子がアニオンとして脱離し、このアニオンがアルコールのα炭素に攻撃するという、SN2型反応により反応が進行する。
この反応はSN2反応であるため、アルコールは1級もしくは2級である必要がある。アルコールのα炭素がキラルである場合、立体構造が反転することに注意が必要である。
似たような反応では、カルボン酸からカルボン酸臭化物を生成させる。
{\displaystyle {\ce {PBr3\ + 3 R-COOH -> 3 R-COBr\ + HP(O)(OH)2}}}
強力な還元剤としても用いられ、三塩化リンより酸化されやすい。酸素と爆発的に反応し、五酸化二リンと臭素を発生させる。

## 合成
既にある三臭化リンに溶解させた白リンと、臭素を反応させることで新たに三臭化リンが得られる。五臭化リンを生成させないため、リンを過剰に用いる。
{\displaystyle {\ce {P4\ + 6 Br2 -> 4 PBr3}}}

## 利用
主に1級もしくは2級アルコールから臭化アルキルを合成するのに用いられる。三臭化リンを用いると臭化水素を用いた場合よりも高収率で得られることが多く、カルボカチオン転位も避けることができる。例えばネオペンチルアルコールから対応する臭化物を合成する場合であっても、60%の収率で得ることができる。
他には、カルボン酸のα位を臭素化する触媒として用いられる。一般的にカルボン酸臭化物はカルボン酸塩化物より生成しにくいため、ヘル・ボルハルト・ゼリンスキー反応が起こってしまう。カルボン酸臭化物が生成することがこの反応の駆動力となっている。
工業的にはアルプラゾラムやメトヘキシタール、フェノプロフェンといった薬を合成する際に用いられる。また強力な火災鎮火剤として用いられることがある。

## 安全性
分解すると毒性のある臭化水素を発生する。強い金属腐食性がある。また水やアルコールと激しく反応する。
アルコールの臭素化反応において副生成物として生成する亜リン酸は160度以上に加熱すると分解し、ホスフィンを生成する。このホスフィンは空気と混合することで爆発する危険性がある。